# Thrills in the Night
„Thrills in the Night“ je píseň americké rockové skupiny Kiss vydaná na albu Animalize. Píseň napsali Paul Stanley a Jean Beauvoir,který pravděpodobně v písni hraje na basu místo Gena .V klipu k písni se představuje nový kytarista skupiny Bruce Kulick,který nahradil nemocného Mark St. Johna.

## Sestava
- Paul Stanley – zpěv, rytmická kytara
- Gene Simmons – zpěv, basová kytara
- Mark St. John – sólová kytara
- Eric Carr – zpěv, bicí, perkuse